# Луна (митологија)
Луна је у римској митологији била богиња месеца.

## Култ
Њен култ је у Рим пренео сабињански краљ Тит Тације. Међутим, она је заузимала скромно место и у приватном и у званичном култу и њено име се не спомиње у најстаријем римском календару, без обзира што ју је Варон описивао као велику богињу. Ипак, изгледа да је имала већи утицај на римско рачунање времена и од самог бога Сунца (Сола), о чему сведочи и њен најстарији храм који се налази у северном делу Авентина и њега је, према предању, подигао Сервије Тулије. Постојала су још два храма ове богиње где је поштована самостално; на Палатину (где су је поштовали под именом Ноктилука и где је храм био осветљен током целе ноћи) и у близини Комиција, а код Великог цирка је имала заједнички жртвеник са Солом и њих двоје су поштовани као заштитници циркуских игара. Зато су ту и приређиване игре, односно трке колима у њихову част сваког 28. августа. Сматрана је заштитницом такмичара који су возили биге, на шта указује новац након Ханибалових ратова на коме је приказивана како их и сама вози.

## Уметност
У ликовној уметности и у литератури је поистовећивана са Дијаном и Селеном, а у каснијем добу царства, када је Сол повезан са оријенталним божанством Митром, поштована је заједно са њим.